# Echinocereus felixianus
Echinocereus felixianus, conocida comúnmente como alicoche de Cuatro Ciénegas, es una especie de planta suculenta perteneciente al género Echinocereus, dentro de la familia Cactaceae. Es endémica del noreste de México (concretamente del estado de Coahuila).   

## Descripción
Echinocereus felixianus es una especie de cactus que aunque por lo general crece de forma solitaria, en ocasiones se ramifica desde la base y forma pequeños grupos. Los tallos son cilíndricos, erectos y están completamente cubiertos por espinas, lo que les da un aspecto denso y compacto.
La planta presenta entre 19 y 23 costillas bien definidas, sobre las cuales se disponen las areolas. Estas areolas producen espinas dispuestas de forma pectinada, con una superficie lisa y marcadas por estrías longitudinales. De ellas se distinguen entre 5 y 9 espinas centrales, además de 20 a 27 espinas radiales, aunque en algunos casos pueden ser más numerosas.
Las flores tienen forma acampanada y se desarrollan en la mitad superior de los brotes. Son de color rosa a magenta, con una banda blanca en la base. El receptáculo floral es verdoso. Los sépalos presentan una coloración blanquecina o rosada, con franjas centrales de tono marrón oscuro.
Los frutos son esféricos, de color rojo a rojo oscuro, con pulpa también roja. Al alcanzar la madurez se abren para liberar las semillas, un proceso conocido como dehiscencia.
Esta especie es de tipo tetraploide, con un número cromosómico de 4n = 44, lo que la diferencia genéticamente de otras especies cercanas del mismo género.

## Distribución y hábitat
El área de distribución nativa de esta especie es el noreste de México. Concretamente es endémica del valle de Cuatro Ciénegas de Carranza, en el estado mexicano de Coahuila. Habita principalmente en biomas desérticos o de matorral seco, a altitudes inferiores a los 1400 metros cobre el nivel del mar.

## Taxonomía
Echinocereus felixianus fue descrita por el botánico Herbert Bauer y publicada por primera vez en la revista científica Echinocereus Online-Journal 2 (Sonderheft): IX en 2014.
Etimología
- Echinocereus: nombre genérico formado a partir de las palabras latinas ĕchīnus (que significa ‘erizo’) y cereus (que se traduce como 'vela' o 'cirio'), en alusión a los tallos cortos, columnares y espinosos que presentan las especies de este género.[5]
- davisii: epíteto específico otorgado en honor al alemán Dieter Felix, quien durante más de 20 años realizó numerosas investigaciones de campo durante sus viajes a hábitats de cactus en Estados Unidos y México, contribuyendo así a un conocimiento más profundo del género Echinocereus y, en particular, de las plantas de Cuatro Ciénegas.[6][2]

## Usos
Se cultiva principalmente como planta ornamental y su propagación se realiza a través de esquejes o semillas.